# Бенедіту Мукенді
Бенедіту Мукенді (порт. Benedito Mukendi, нар. 21 травня 2002, Луанда) — ангольський футболіст, півзахисник португальського клубу «Віторія» (Гімарайнш) та національної збірної Анголи. Виступав також за клуби «Трофенсі» та «Каза Піа».

## Клубна кар'єра
Бенедіту Мукенді народився 2002 року в місті Луанда. Розпочав займатися футболом у школі клубу «Петру Атлетіку». У 2020 році Бенедіту перебрався до Португалії, де став гравцем команди «Трофенсі», в якій грав до 2023 року, взявши участь у 49 матчах чемпіонату. З 2023 до 2025 року ангольський півзахисник грав у складі іншої португальської команди «Каза Піа», в якій також був гравцем основного складу. З початку 2025 року Мукенді грає в складі португальської команди «Віторія» (Гімарайнш).

## Виступи за збірні
У 2019 році Бенедіту Мукенді дебютував у складі юнацької збірної Анголи, загалом на юнацькому рівні взяв участь у 9 іграх.
У 2023 році Мукенді дебютував у складі національної збірної Анголи. У складі збірної був учасником Кубка африканських націй 2023 року у Кот-д'Івуарі, проте на самому турнірі на поле не виходив. Станом на початок 2025 року провів у складі національної збірної 3 матчі, в яких забитими голами не відзначився.